# Courtney Crumrin
Courtney Crumrin est une série américaine de comic books fantastique créée par Ted Naifeh en 2002 et publiée par Oni Press. La version française est éditée par Akileos.

## Historique
Courtney Crumrin commence à paraître en 2002. Ted Naifeh, déjà dessinateur de comics, est pour la première fois un auteur complet qui écrit aussi le scénario. Les quatre premiers épisodes ont à chaque fois une fin et Ted Naifeh ne sait pas encore comment va finir son histoire. Ce n'est qu'à partir du quatrième tome que la fin du récit se dessine.

## Parution
Tous les albums originaux sont parus chez Oni Press aux États-Unis. Les versions françaises sont traduites par Achille(s) et sont parues chez Akileos dans la collection « Regard noir & blanc ». Par la suite, et toujours chez Akileos, une intégrale couleurs en 3 volumes a été publié en 2017. 
- 2004 : tome 1 : Courtney Crumrin et les Choses de la nuit (Courtney Crumrin and the Night Things)  (ISBN 2-915168-13-X)
- 2005 : tome 2 : Courtney Crumrin et l'Assemblée des sorciers (Courtney Crumrin and the Coven of Mystics)  (ISBN 2-915168-19-9)
- 2005 : tome 3 : Courtney Crumrin et le Royaume de l'ombre (Courtney Crumrin in the Twilight Kingdom) (ISBN 2-915168-23-7)
- 2006 : hors-série : Courtney Crumrin : Portrait du sorcier en jeune homme (A Portrait of the Warlock as a Young Man)  (ISBN 2-915168-32-6)
- 2008 : tome 4 : Courtney Crumrin et les Effroyables Vacances (Courtney Crumrin's Monstrous Holiday)  (ISBN 978-2-35574-002-2)
- 2011 : hors-série : La Ligue des Gentlemen ordinaires (The League of Ordinary Gentlemen)  (ISBN 978-2-355-74080-0)
- 2012 : tome 5 : Courtney Crumrin et l'Apprentie Sorcière (The Witch Next Door)  (ISBN 978-2-35574-110-4)
- 2013 : tome 6 : Courtney Crumrin et le Dernier Sortilège (The Final Spell)  (ISBN 978-2-35574-126-5)
- 2017 : Courtney Crumrin int. couleur Vol 1 (ISBN 978-2-35574-281-41) édité erroné
- 2017 : Courtney Crumrin int. couleur Vol 2  (ISBN 978-2-35574-282-8)
- 2017 : Courtney Crumrin int. couleur Vol 3 (ISBN 978-2-35574-313-9)